# Remember Me (videogioco)
Remember Me è un videogioco action-adventure sviluppato dallo studio francese Dontnod Entertainment e pubblicato da Capcom. Il gioco è uscito per Microsoft Windows, PlayStation 3 e Xbox 360. Il gioco è localizzato completamente in italiano e il direttore del doppiaggio è Alessandro Ricci, già noto per aver dato la voce al personaggio di Solid Snake in Metal Gear Solid.

## Ambientazione
Il gioco è ambientato nell'anno 2084, in una versione futuristica di Parigi chiamata Neo-Parigi. La società Memorize ha inventato una nuova tecnologia chiamata Engine Sensation (Sensen), che consente approssimativamente al 99% della popolazione di caricare e condividere i propri ricordi in rete, così come rimuovere i ricordi infelici o spiacevoli. In questo modo, Memorize ha un elevato grado di controllo sulla popolazione, che le permette di stabilire di fatto una specie di monopolio socio-politico sulla società Neo-Parigina. Questo, a sua volta, porta alla nascita di un piccolo gruppo di ribelli che prendono il nome di "Erroristi": la loro missione è di distruggere Memorize. L'invenzione del Sensen ha anche portato alla creazione di Leapers, esseri umani che, costretti dalla dipendenza verso gli innesti mnemonici che hanno sviluppato, hanno assorbito così tanti ricordi da danneggiare il proprio dispositivo Sensen e mutare in una forma Sub-umana. Queste creature ora vivono nelle fogne di Neo-Parigi.

## Trama
Nilin, la più abile agente del movimento Errorista, è imprigionata nella Bastiglia, una super-prigione situata nel cuore di Neo Parigi e gestita dalla Memorize, una potentissima industria che controlla i ricordi delle persone. Qui, Nilin sta per subire la cancellazione definitiva della memoria, quando è contattata dall'enigmatico leader degli Erroristi, Edge che comunica con lei tramite il Sensen. Grazie alle sue indicazioni, Nilin riesce a fuggire dalla prigione; e dopo aver attraversato i bassifondi di Neo Parigi Nilin incontra Tommy, un collega Errorista.
Improvvisamente, Nilin e Tommy vengono attaccati da Olga Sedova, una cacciatrice di taglie che insegue la protagonista. Sul punto di venire uccisa, Nilin riesce a entrare nella mente di Olga e a remixarne la memoria in modo da farle dimenticare i motivi che l'avevano spinta a diventare una cacciatrice di taglie, trasformandola così in un'alleata. Questa straordinaria abilità nel remixare i ricordi delle persone è proprio ciò che rende Nilin la migliore agente Errorista.
Olga conduce Nilin alla sua prima destinazione, nel quartiere di Saint-Michel. Qui Nilin, con l'aiuto da un altro Errorista con nome in codice Bad Request, deve rubare i codici segreti custoditi nella mente di Kaori Sheridan, architetto Neo-Parigi. Dopo aver recuperato i codici, Edge li usa per aprire la diga di Saint-Michel, inondando l'intero quartiere.
Sfruttando a proprio vantaggio l'allagamento, Nilin riesce ad infiltrarsi nella Bastiglia e si dirige verso i server di memoria per liberare i ricordi immagazzinati di se stessa e degli altri detenuti. Per riuscirci deve però affrontare Madame, la sadica direttrice della Bastiglia. Dopo averla sconfitta, Nilin rilascia le memorie dei detenuti e riesce a recuperare una parte della propria memoria. Ricorda in tal modo il crimine per cui era finita nella Bastiglia: durante una missione, aveva remixato la mente di un comandante di Memorize facendogli credere di aver ucciso la fidanzata, spingendolo in tal modo al suicidio.
Nilin, le cui certezze vacillano anche a causa dei sensi di colpa, continua però a seguire i piani di Edge: il prossimo obiettivo è remixare il CEO di Memorize, Scylla Cartier-Wells, per estinguere l'odio che la spinge a soggiogare le persone. Nilin si fa strada nell'ufficio di Scilla ed entra nella sua mente, remixando il ricordo di un incidente d'auto che ha scatenato il suo odio contro il mondo. Ma durante il processo, Nilin scopre che in realtà Scylla altri non è che sua madre, di cui non aveva alcun ricordo.
Fuggita dalla sede di Memorize, e scossa dalla scoperta di essere figlia della persona contro la quale ha sempre lottato, Nilin va nei sotterranei della Bastiglia a salvare Bad Request, che era stato fatto precedentemente prigioniero. Lo trova, ma scopre che la sua memoria è stata completamente cancellata. Viene però a sapere del "Progetto Riconversione", che consiste nel cancellare la memoria dei detenuti per poi trasformarli in Leaper,  e infine controllarli attraverso il Sensen per sfruttarli come esercito privato. A capo del Progetto vi è uno scienziato di Memorize, il dottor Quaid. Nilin parte alla ricerca del dottore, ma quando lo raggiunge arriva anche Johnny Greenteeth, un Leaper già incontrato dalla protagonista. Johnny altri non è che un ex collaboratore di Quaid, che lo aveva usato come cavia trasformandolo in un Leaper. Per questo Johnny si vendica uccidendo il dottore e avviando il processo di autodistruzione della Bastiglia. Bad Request, sacrificandosi, aiuta Nilin ad abbattere Johnny, e Nilin fugge dalla struttura distrutta.
Ora che i piani di Memorize sono sventati, Edge ordina a Nilin di trovare il Cubo della Concezione, il computer centrale di Memorize, per distruggere definitivamente il server centrale di Memorize. Una volta lì, incontra suo padre, Charles Cartier-Wells, il creatore del Sensen. Entrando nella sua memoria scopre che questi, sconvolto dall'incidente d'auto che ha ferito la moglie Scylla e spinto dal desiderio di far dimenticare il trauma alla figlia (la stessa Nilin), si è perso nel sogno di creare un mondo ideale libero da ricordi dolorosi. Nilin però gli mostra le conseguenze distorte che la sua tecnologia ha provocato. Scylla, giunta sul luogo, riesce a convincere Charles ad aiutare Nilin ad entrare nel server centrale: era questo, fin dall'inizio, il risultato che voleva ottenere Edge.
Una volta entrata Nilin scopre la vera natura di Edge; egli non è che H3O, un'avanzatissima intelligenza artificiale divenuta autocosciente confrontandosi con i ricordi delle persone immagazzinati all'interno del Cubo. Nilin, che aveva involontariamente avviato Egde con i ricordi della sua infanzia infelice, entra nella memoria di H30/Edge e lo distrugge su suo stesso ordine. Vengono così rilasciati i ricordi di tutta la popolazione.
Nilin riflette sulle parole di Edge, capendo che si è sacrificato per ricordare alla gente che le memorie non devono essere aperte a tutti, e che i ricordi, per quanto dolorosi devono essere affrontati piuttosto che rimossi forzatamente. Fuori dalla sua mente ormai restaurata, Nilin ha di nuovo una famiglia, e un mondo danneggiato da guarire.

## Modalità di gioco
Caratterizza Remember Me un mix di esplorazione, platform, stealth e combattimenti corpo a corpo. Il gioco introduce un meccanismo di 'memory-remixing': entrare in possesso e riorganizzare i ricordi di un bersaglio manipolandoli. I giocatori possono usare questa abilità per vedere e modificare i dettagli del ricordo del bersaglio. Un altro meccanismo chiave del gameplay sta nel rubare i ricordi di obiettivi specifici e utilizzarli tramite punti chiamati Remanescenze per riprodurre la memoria in tempo reale: questa è spesso necessaria per procedere nel gioco o evitare rischi altrimenti nascosti. Quando il giocatore ha poca vita, lo schermo comincerà a fare dei glitch fino a quando non avrete recuperato una certa quantità di salute.
In termini di combattimento, il gioco permetterà ai giocatori di creare e personalizzare le proprie combo in un apposito menù, che utilizza quattro categorie di colpi. Le combo sono formate da 'Pressens' e il giocatore potrà creare le proprie combo spostandoli a proprio piacimento. Le quattro famiglie Pressen sono "Regen" (guarigione), "Power" (danno), "Chain" (duplicazione e raddoppio di mosse precedenti) e "cooldown" (rigenerazione di energia S-Pressen). Le mosse speciali, S-Pressens, sono messe a disposizione del giocatore attraverso il corso del gioco: queste mosse permettono di stordire gruppi di nemici, muoversi ad alta velocità e incrementare i colpi, o girare i robot nemici in alleati per poi autodistruggerli.